# Hegedűs Csaba (birkózó)
Hegedűs Csaba (Sárvár, 1948. szeptember 6. –) olimpiai bajnok birkózó, edző, sportvezető.

## Versenyzői pályafutása
1957-ben kezdte a kötöttfogású birkózást a Szombathelyi Volánnál, majd 1967-ben leigazolta a Budapesti Vasas. Tehetségére hamar felfigyeltek, először 1968-ban szerepelt világversenyen a magyar válogatott színeiben. Ötször nyert magyar bajnokságot, négyet kötöttfogásban (1971, 1972, 1976 és 1978), egyet szabadfogásban (1971). Az 1971-es szófiai világbajnokságon aranyérmet szerzett, itt kapta a Mr. Tus / Tuskirály becenevet, mert összes mérkőzését tussal nyerte meg.
Az 1972-es müncheni olimpián a kötöttfogásúak 82 kilogrammos súlycsoportjában aranyérmet szerzett, mely a magyar olimpiai csapat történetének 100. aranyérme volt.
1973-ban súlyos autóbaleset érte. Életveszélyes sérüléseket szenvedett. Stockholmban 30 műtéten esett át. Közben kétszer a klinikai halál állapotából hozták vissza. Egyik lábát kis híján amputálni kellett. Bár felépült, csak 1975-ben tudott újra szőnyegre lépni. Ekkor a vb-n negyedik volt. Az 1976-os olimpián helyezetlen lett. Az 1977-es vb-n, már 90 kg-osként ismét negyedik volt. 1976-ban és 1977-ben Európa-bajnoki aranyérmes lett. Az 1978-as vb-n 9., az oslói Eb-n nyolcadik volt. 1979-ben vonult vissza az aktív birkózástól.

## Visszavonulása után
1974-ben szerzett szakedzői diplomát a Testnevelési Főiskolán. Közben felvették az Eötvös Loránd Tudományegyetem Jogtudományi Karára, ahol 1979-ben szerzett jogi doktorátust. Ugyanebben az évben a magyar birkózóválogatott edzője lett, 1980-ban kinevezték szövetségi kapitánnyá, a posztot 1989-ig viselte. Ez idő alatt lett olimpiai bajnok Kocsis Ferenc, Növényi Norbert és Sike András. 1985-ben mesteredzői címet szerzett.
1989-ben a Magyar Birkózószövetség alelnökévé, majd 1992-ben annak elnökévé választották, s posztján többször megerősítették (1996, 2001, 2005, 2010). A 2015-ös elnökválasztáson alulmaradt Németh Szilárddal szemben.
1998 és 2002 között a Nemzetközi Birkózószövetség számvizsgáló bizottságának tagja volt, majd 2002-től a szövetség elnökségének tagja lett. Ezt a posztját 2014 szeptemberéig töltötte be, amikor nem választották be újra az elnökségbe.
1992 és 1997 között, valamint 2005-től a Magyar Olimpiai Bizottság elnökségében is dolgozott. 1995-ben a Halhatatlanok Klubja tagja lett, később a Birkózó Hírességek Csarnokába is beválasztották. 1996-ban sikertelenül pályázott Európai Birkózószövetség elnöki posztjára. 1997 és 1998 között egy kft. ügyvezető igazgatója, majd rövid ideig a Telesport főszerkesztője volt (1997). 2002-ben próbálkozott a politikával, a Centrum Párt országgyűlési képviselőjelöltje volt, mandátumot nem szerzett. A pekingi olimpia birkózóversenyeinek technikai ellenőre volt. 2011-ig a Halhatatlanok Klubjának elnöke volt.
2018-ban tizenegy társszerzővel készített birkózótankönyvet adott ki Mr. Tus-tankönyv címmel.

## Családja
Édesapja vívóedző volt, aki az 1956-os forradalom után Dél-Amerikába disszidált. Két testvére között ő a középső. Nős, felesége Sinkovits Marianne (1954) színésznő, Sinkovits Imre Kossuth-díjas színművész, a Nemzet Színésze, és Gombos Katalin színművész lánya. Gyermekeik: Bernadett (1976), Olimpia (1981–2020) és Csaba (1982).

## Díjai, elismerései
- Az év magyar sportolója (1971)
- Az év magyar birkózója (1971, 1972)
- Mesteredző (1985)
- A Magyar Népköztársaság csillagrendje (1988)
- Vas megye örökös sportbajnoka (1995)
- MOB Olimpiai aranygyűrű (1995)
- Szombathely díszpolgára (2004)
- MOB Érdemérem (2005)
- Sárvár életműdíja (2008)
- Magyar Sportért Életműdíj (2009)
- Lóránt Gyula-díj (2012)[7]
- Sárvár díszpolgára (2013)
- Budapest díszpolgára (2016)[8]
- Csík Ferenc-díj (2018)[9]
- Prima Primissima díj (2022)[10]